# فريدريك فرانسوا مارسال
فريدريك فرانسوا مارسال (بالفرنسية Frédéric François-Marsal) : سياسي فرنسي.
ولد فرانسوا مارسال بتاريخ 16 آذار 1874 في باريس، وتوفي في جيزور بتاريخ 20 أيار 1958. 

استلم رئاسة مجلس الوزراء الفرنسي لبضعة أيام فقط، من 8 إلى 14 حزيران 1924.